# Joe Leonard
Joe Leonard, född 4 augusti 1932 i San Diego, Kalifornien, död 27 april 2017 på samma plats, var en amerikansk racerförare och roadracingförare.

## Racingkarriär
Leonard inledde sin karriär inom roadracing, där han vann AMA:s Grand National-mästerskap 1954, 1956 och 1957, samt två segrar i AMA Daytona 200. Efter 1961 slutade han med roadracing, för att istället inrikta sig på att tävla med bilar. Han kom att bli en av de mest framgångsrika amerikanska racerförarna av formelbilar i sin generation, med två titlar i USAC National Championship, som kom 1971 och 1972, men Leonard tog även pole position för Indianapolis 500 1968, med en turbindriven motor. Han vann tre gånger på Milwaukee Mile under sin mästerskapskarriär, och tog sammanlagt sex segrar. Hans bästa placering på Indianapolis Motor Speedway kom i 1972 års version av 500 mile-tävlingen, genom en tredjeplats. Leonard avslutade karriären 1974 på Ontario Motor Speedway med en 19:e plats.